# MB 501
A Mercedes-Benz MB 501 haditengerészeti dízelmotor volt, amit a második világháború idején alkalmaztak a német haditengerészetnél (Kriegsmarine). A típus hozzájárult ahhoz, hogy a világháború folyamán a Kriegsmarine egyik leghatásosabb és legköltséghatékonyabb ágát a gyorsnaszádok (Schnellboot) képviselték.

## Előzmények
A Daimler-Benz vállalat 1926-ban alakult meg azáltal, hogy egyesült a Daimler és a Benz.
Ahogyan a 30-as években elkezdődött a német újrafegyverkezés, a német haditengerészet a Daimler-Benzhez fordult, hogy gyorsnaszádok számára motorokat fejlesszen ki.
Az MB 500-as széria alapvetően a DB 602 típusú léghajómotorból lett kifejlesztve, ami egy 16 hengeres, V hengerelrendezésű dízelmotor volt.

## Alapvető jellemzők
A típus egy 20 hengeres, V hengerelrendezésű dízelmotor volt. A hengersorok által bezárt szög 40 fok volt. A hengerek furata 185 mm, lökethossza 250 mm volt. A 20 henger összesített lökettérfogata így 134,4 liter lett.
A motor dimenziói a következőek voltak:a motor 3,88 méter hosszú,1,58 méter széles, 1,71 méter magas volt. A motor tömege 4220 kilogramm volt.
A típus maximális teljesítménye 2000 lóerő volt, amit 1630/perc fordulatszámon tudott leadni.

## Továbbfejlesztés: MB 511 és MB 518
Az MB 501 továbbfejlesztése az MB 511 lett, aminek az volt a fő fejlesztése, hogy feltöltött volt. A feltöltést mechanikus feltöltő (kompresszor) biztosította.
A típus tömege a fejlesztéssel 4720 kilogrammra nőtt, de ezzel párhuzamosan a maximális teljesítmény is megnőtt 2500 lóerőre.
A következő lépés a továbbfejlesztésben az MB 518 lett. Ennek az volt a fő fejlesztése, hogy a feltöltőrendszer kapott egy töltőlevegő-visszahűtőt (köznapi nevén: intercooler), ami révén ez a típus már 3000 lóerőt tudott leadni maximális teljesítményként.
Az 511-es még a világháború idején széles körű alkalmazásba került, de az 518-as már csak utána.